# 스쿠루프시

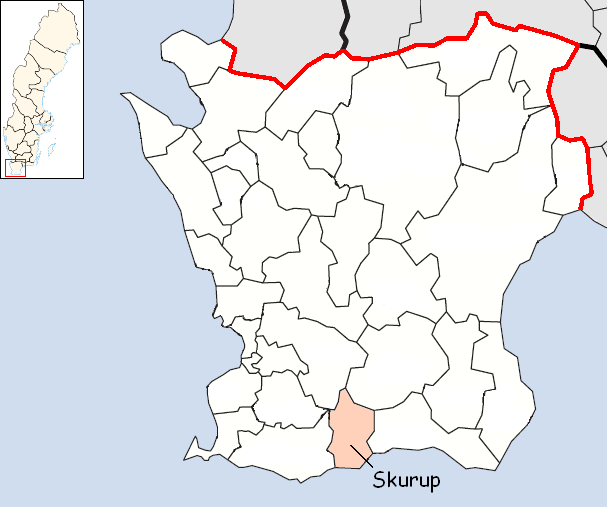
스쿠루프 시의 위치

스쿠루프시(스웨덴어: Skurups kommun)는 스웨덴 스코네주에 위치한 지방 자치체로 행정 중심지는 스쿠루프이며 면적은 510.96km2, 인구는 15,408명(2016년 12월 31일 기준), 인구 밀도는 30명/km2이다.

시 문장